# Front blanc
Front blanc (en russe : Belolobyi) est une nouvelle d’Anton Tchekhov destinée à la jeunesse.

## Historique
Front blanc est initialement publiée dans la revue russe Lectures pour les enfants en novembre 1895. 

## Résumé
Le narrateur est une louve qui part à la chasse. Elle fait quatre verstes pour arriver à la chaumière d’Ignate. Elle pense qu’il y aura un agneau à enlever. Cela devrait la contenter, ainsi que ses trois louveteaux. 
Elle creuse un trou dans le toit de chaume, tombe dans la bergerie sur quelque chose de mou et chaud. Elle l’emporte aussitôt, car le chien a donné l’alerte.
À distance de sécurité, elle pose sa proie. C’est un chiot. Il a le front blanc. Il n’a pas peur et s’amuse avec ses louveteaux.
La nuit suivante, elle repart à la bergerie. Front blanc la suit et rentre avec elle par le toit. Cela réveille le chien. Ignate tire un coup de fusil, mais la louve est déjà loin. 
Ignate s’en prend à Front blanc, croyant que c’est lui qui est passé par le toit.

## Édition française
- Front blanc, traduit par Édouard Parayre, révision de Lily Dennis, éditions Gallimard, Bibliothèque de la Pléiade, 1971  (ISBN 2 07 0106 28 4).